# مجموعة لاندمارك
مجموعة لاندمارك (بالإنجليزية: Landmark Group)‏ هي تكتل هندي متعدد الجنسيات ومقره في دبي برئاسة الهندي ميكي جاجتياني، وهو مؤسس ورئيس مجلس إدارة الشركة. تشارك المجموعة في بيع الملابس والأحذية والإلكترونيات الاستهلاكية ومستحضرات التجميل ومنتجات التجميل وتحسين المنزل ومنتجات الأطفال. لدى المجموعة أيضًا مصالح في الضيافة والترفيه والرعاية الصحية وإدارة المراكز التجارية.

## حضور عالمي
مجموعة لاندمارك لها وجودها في جميع أنحاء العالم. يمكن تصنيفها على نطاق واسع إلى البيع بالتجزئة، الضيافة والرعاية الصحية.

## المسؤولية الاجتماعية للشركات
تركز المجموعة على 3 مبادرات: الصحة والبيئة والمجتمع.
مبادرة التغلب على مرض السكري هي حملة توعية شارك فيها أكثر من 60 ألف مشارك في 7 دول بما في ذلك الإمارات العربية المتحدة والكويت والبحرين وقطر والمملكة العربية السعودية وعمان والهند في مسيرة دقات السكري السابعة.

## روابط خارجية
- http://www.landmarkshops.com/